# Denisia coeruleopicta
Denisia coeruleopicta is een vlinder uit de familie sikkelmotten (Oecophoridae). De wetenschappelijke naam is voor het eerst geldig gepubliceerd in 1888 door Christoph.
De soort komt voor in Europa.